# 五头桃色海葵
五头桃色海葵（学名：Peachia quinquecapitata）为蠕形海葵科桃色海葵属的动物。分布于日本以及中国东海等海域。